# Agromyzaphagus detrimentosus
Agromyzaphagus detrimentosus är en stekelart som beskrevs av Charles Joseph Gahan 1912. Agromyzaphagus detrimentosus ingår i släktet Agromyzaphagus och familjen sköldlussteklar. Inga underarter finns listade i Catalogue of Life.